# Garðarsdóttir
Garðarsdóttir ist ein weiblicher isländischer Name.

## Bedeutung
Der Name ist ein Patronym und bedeutet Garðars Tochter. Die männliche Entsprechung ist Garðarsson (Garðars Sohn).

## Namensträgerinnen
- Edda Garðarsdóttir (* 1979), isländische Fußballspielerin
- Saga Garðarsdóttir (* 1987), isländische Schauspielerin und Stand-up-Comedian
- Sigríður Lára Garðarsdóttir (* 1994), isländische Fußballspielerin